# شهرستان نرچینسکی
شهرستان نرچینسکی (به لاتین: Nerchinsky District) یک شهرستان در روسیه است که در سرزمین زابایکالسکی واقع شده‌است.